# Ungerns Grand Prix 2009
Ungerns Grand Prix 2009, officiellt XXV ING Magyar Nagydíj, var ett Formel 1-lopp som kördes 26 juli 2009 på Hungaroring i Mogyoród i Ungern. Loppet  var det elfte av sammanlagt arton deltävlingar ingående i Formel 1-säsongen 2009 och kördes över 70 varv.

## Resultat
1. Lewis Hamilton, McLaren-Mercedes, 10 Poäng
2. Kimi Räikkönen, Ferrari, 8
3. Mark Webber, Red Bull-Renault, 6
4. Nico Rosberg, Williams-Toyota, 5
5. Heikki Kovalainen, McLaren-Mercedes, 4
6. Timo Glock, Toyota, 3
7. Jenson Button, Brawn-Mercedes, 2
8. Jarno Trulli, Toyota, 1
9. Kazuki Nakajima, Williams-Toyota
10. Rubens Barrichello, Brawn-Mercedes
11. Nick Heidfeld, BMW
12. Nelsinho Piquet, Renault
13. Robert Kubica, BMW
14. Giancarlo Fisichella, Force India-Mercedes
15. Jaime Alguersuari, Toro Rosso
16. Sebastien Buemi, Toro Rosso

### Förare som bröt loppet
- Fernando Alonso, Renault, (varv 15, bränslepump)
- Adrian Sutil, Force India-Mercedes (varv 1)
- Sebastian Vettel, Red Bull-Renault (varv 29)